# 켄들 슈밋
켄들 슈밋(Kendall Schmidt, 1990년 11월 2일 ~ )은 미국의 싱어송라이터이자 배우로, 《빅 타임 러시》에서 켄들 나이트(Kendall Knight) 역으로 잘 알려져 있다.